# Denis Dupont

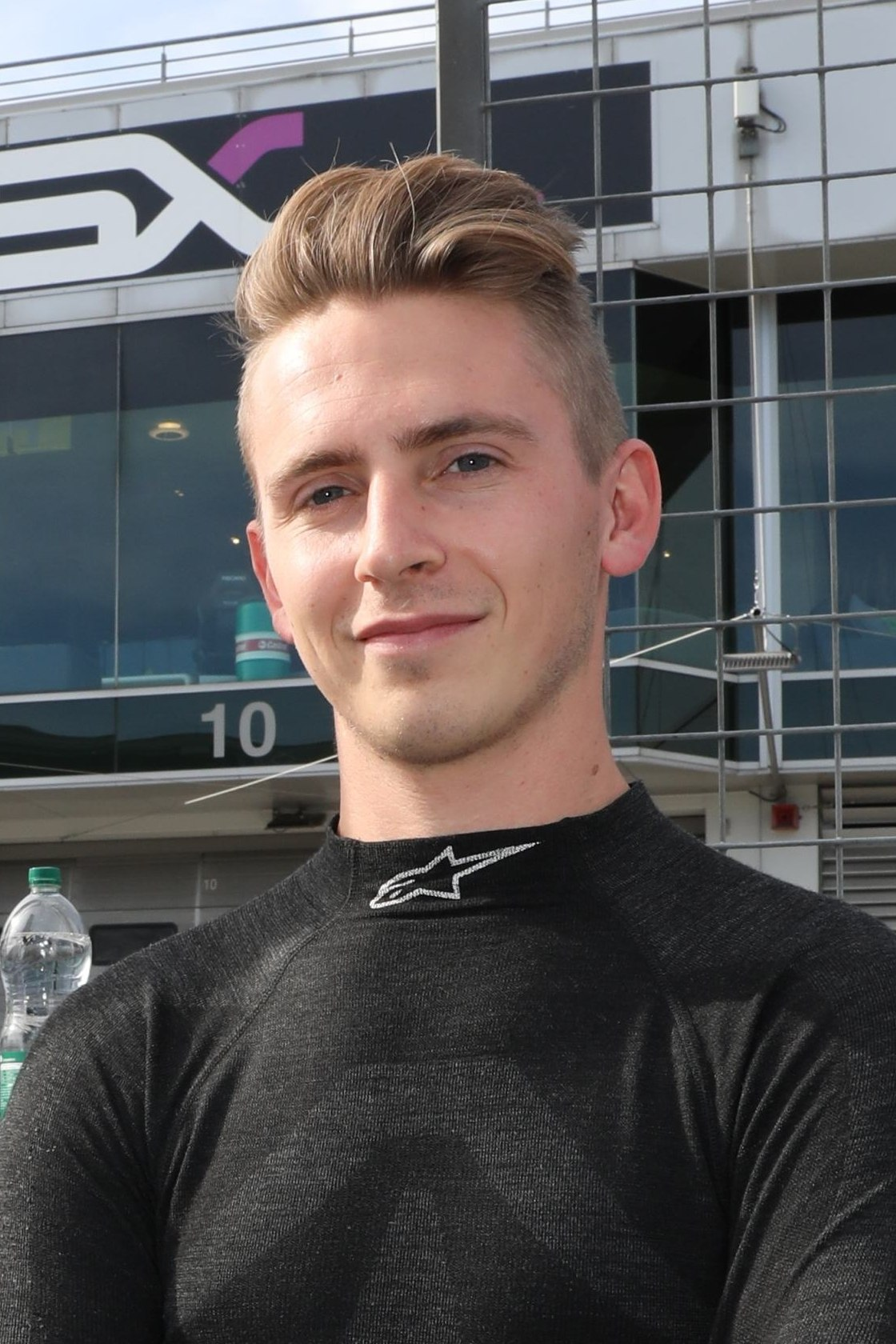
Denis Dupont in 2018

Denis Dupont (Kasteelbrakel, 4 januari 1993) is een Belgisch autocoureur.

## Carrière
Dupont begon zijn autosportcarrière in het karting in 2008, waarin hij tot 2012 actief bleef. In 2014 maakte hij de overstap naar de NASCAR Whelen Euro Series en werd vijfde in de Elite 2-klasse met twee overwinningen op de Tours Speedway.
In 2016 maakte Dupont de overstap naar de TCR Benelux, waarin hij met Sam Dejonghe een Seat León TCR deelde voor het RACB National Team. Zij wonnen twee races op het Circuit Park Zandvoort en het TT Circuit Assen, waardoor zij achter Stéphane Lémeret, die alleen reed, en Frédéric Caprasse en Pierre-Yves Corthals derde werden in de eindstand met 314 punten.
In 2017 bleef Dupont actief in de TCR Benelux, waarin hij opnieuw zijn auto deelde met Dejonghe. Op het Circuit Zolder behaalden zij opnieuw een overwinning. Tevens nam Dupont deel aan de eerste drie ronden van de GT4 European Series Northern Cup, waarin hij naast Jérôme Demay reed in een Aston Martin V8 Vantage GT4 voor het team Street Art Racing, alvorens hij vervangen werd door Julien Darras. Ook maakte hij dat seizoen zijn debuut in de TCR International Series voor het team Comtoyou Racing in een Seat León TCR tijdens het voorlaatste raceweekend op het Zhejiang International Circuit.